# Yehya Ablikim
Yehya Ablikim (uigurisch يەھيا ئابلىكىم, chinesisch 耶和亚·阿布力克木, * 10. Oktober 1988 in Kaschgar) ist ein chinesischer Fußballspieler uigurischer Abstammung.

## Karriere
Yehya spielte zwischen 2006 und 2008 für den Verein Xinjiang Sport Lottery. Am 18. März 2011 wechselte er zusammen mit seinem Teamkollegen Abduwali Ablet und Dilmurat Batur zum Chinese Super League-Team FC Shenzhen. Sein Debüt gab er am 15. April 2011 bei einer 0:2-Niederlage gegen Shanghai Shenhua, wo er in der 72. Minute für Li Yang eingewechselt wurde. Nach und nach wurde er zum Stammspieler des Teams und schoss am 28. September 2011 sein erstes Tor in der Super League, wodurch Shenzhen 1:1 gegen Liaoning Whowin spielte. Von 2014 bis 2020 war er bei Xinjiang Tianshan Leopard. Seit 2024 spielt Ablikim für XJ S. Eagle.